# Fritz Lipmann
Fritz Albert Lipmann (født 12. juni 1899 i Königsberg, Tyskland, død 24. juli 1986 i Poughkeepsie, New York, USA) var en tysk-amerikansk læge og biokemiker, der i 1945 var med til at opdage coenzym A. For opdagelsen samt yderligere forskning i enzymet tildeltes han i 1953 Nobelprisen i medicin sammen med Hans Krebs. Lipmann viste bl.a., at pantotensyre indgår i coenzym A. 
Lipmann studerede medicin ved Albertus-Universität Königsberg, hvorfra han dimitterede i 1924. Han studerede derefter kemi og læste ph.d. ved Kaiser-Wilhelm-Institut i Berlin. Senere fulgte han med Otto Meyerhof til Kaiser-Wilhelm-Institut für Medicin i Heidelberg.
Han levede og arbejdede i USA fra 1939. Fra 1949 til 1957 var han professor i biokemi ved Harvard Medical School. Fra 1957 var han forsker ved Rockefeller University, New York City. Han tildeltes National Medal of Science i 1966.